# Calvinet
Calvinet è un comune francese di 489 abitanti situato nel dipartimento del Cantal nella regione dell'Alvernia-Rodano-Alpi.
Nel territorio del comune vi sono le sorgenti del fiume Célé, affluente del Lot.

## Società

### Evoluzione demografica
Abitanti censiti